# Veddel
Veddel o l'Illa de Veddel és un barri del bezirk d'Hamburg-Mitte a la ciutat estat d'Hamburg a Alemanya. A la fi del 2013 tenia 4709 habitants sobre una superfície de 4,4 km², una lleugera baixa de 138 inhabitants en tres anys. Es troba al centre d'una illa formada al nord i a l'est per l'Elba, a l'oest pel Saalehafen i el ferrocarril, al sud el  Müggenburger Hafen i l'Östliche Georgswerder Wettern. És el barri amb la taxa d'atur més alta d'Hamburg.

## Història

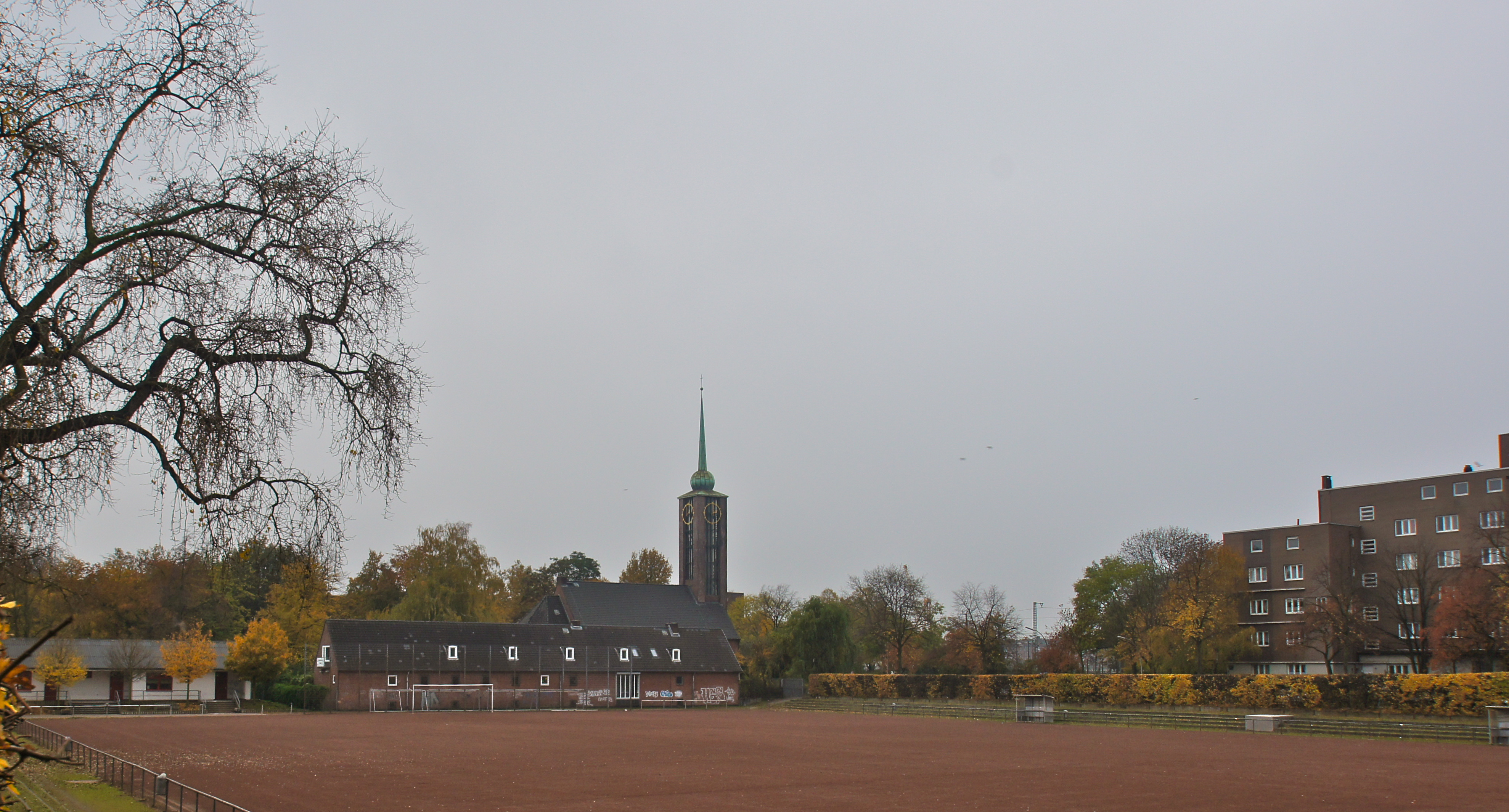
Panorama amb l'església d'Emmanuel

El barri actual es troba a una illa fluvial molt més llarga amb el mateix nom que després del Tractat de Gottorp del 1768 passa del Slesvig danès a la ciutat hanseàtica d'Hamburg. Era una terra de prats fèrtils però força humits i sovint inundats, principalment per a la ramaderia i la producció de llet. Aquesta illa sense gaire valor al moment del tractat, va adverar-se molt estratègica per al desenvolupament del port d'Hamburg al curs del segle xix.
El barri actual està format per l'antiga Petita Veddel (Kleine Veddel) i de l'illa de Peute. Es divideix en un nucli urbanitzat segons els plans de l'arquitecte-urbanista Fritz Schumacher vers 1929 i per un polígon industrial al llarg d'una xarxa de canals. Forma un conjunt arquitectural homogeni en estil de la nova objectivitat.
L'illa de Gran Veddel passà al port franc i al barri Kleiner Grasbrook a les instal·lacions portuàries d'Hamburg.

## Llocs d'interès
- L'escola pública amb cinema, biblioteca i dispensari dental Slomanstieg a l'illa del Veddel (per l'arquitecte Fritz Schumacher (1869-1949). L'edifici està caracteritzat per a les formes cúbiques, la torre de l'escala i les línies horitzontals de les finestres. És l'edifici més gran del moviment arquitectural Neues Bauen.[3]
- La Torre Zombeck, un búnquer al port de l'Elba
- L'antiga fàbrica química de CEG, ara un centre amb tallers d'artistes i de pimes
- El magatzem d'entramat de fusta Martin Graepel
- El museu de l'emigració Ballinstadt

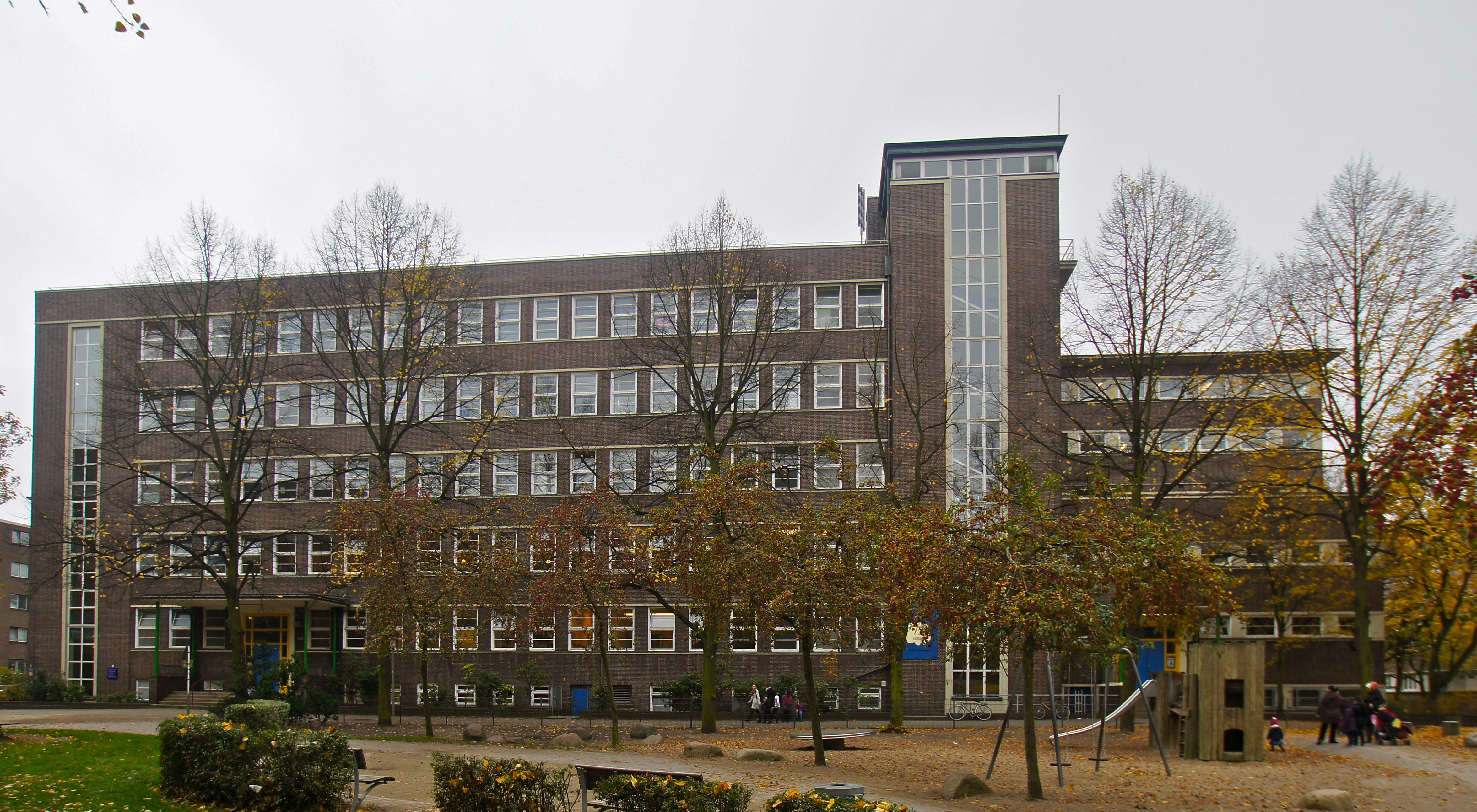
L'escola popular construït del 1929 al 1930
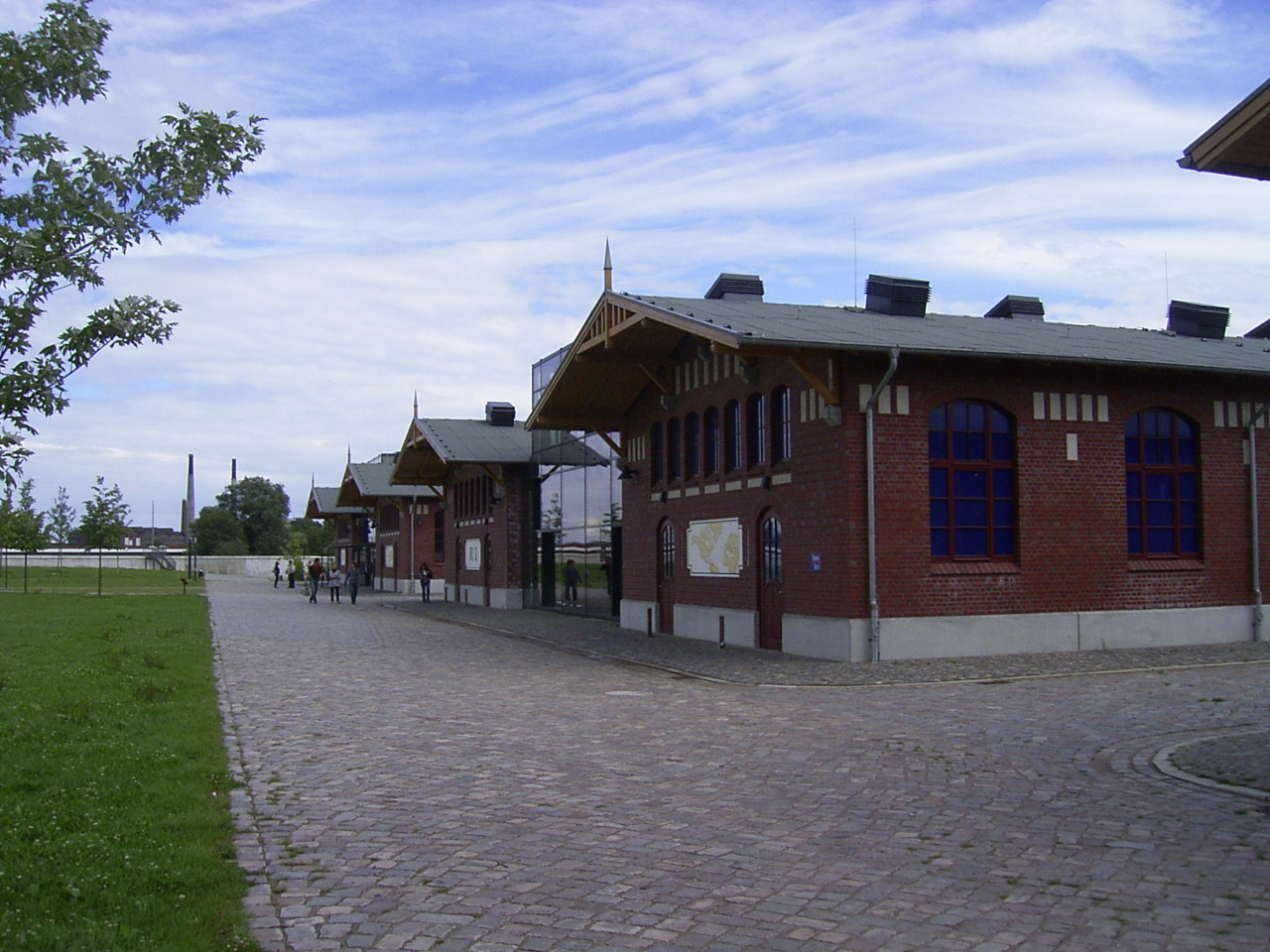
El museu Ballinstadt
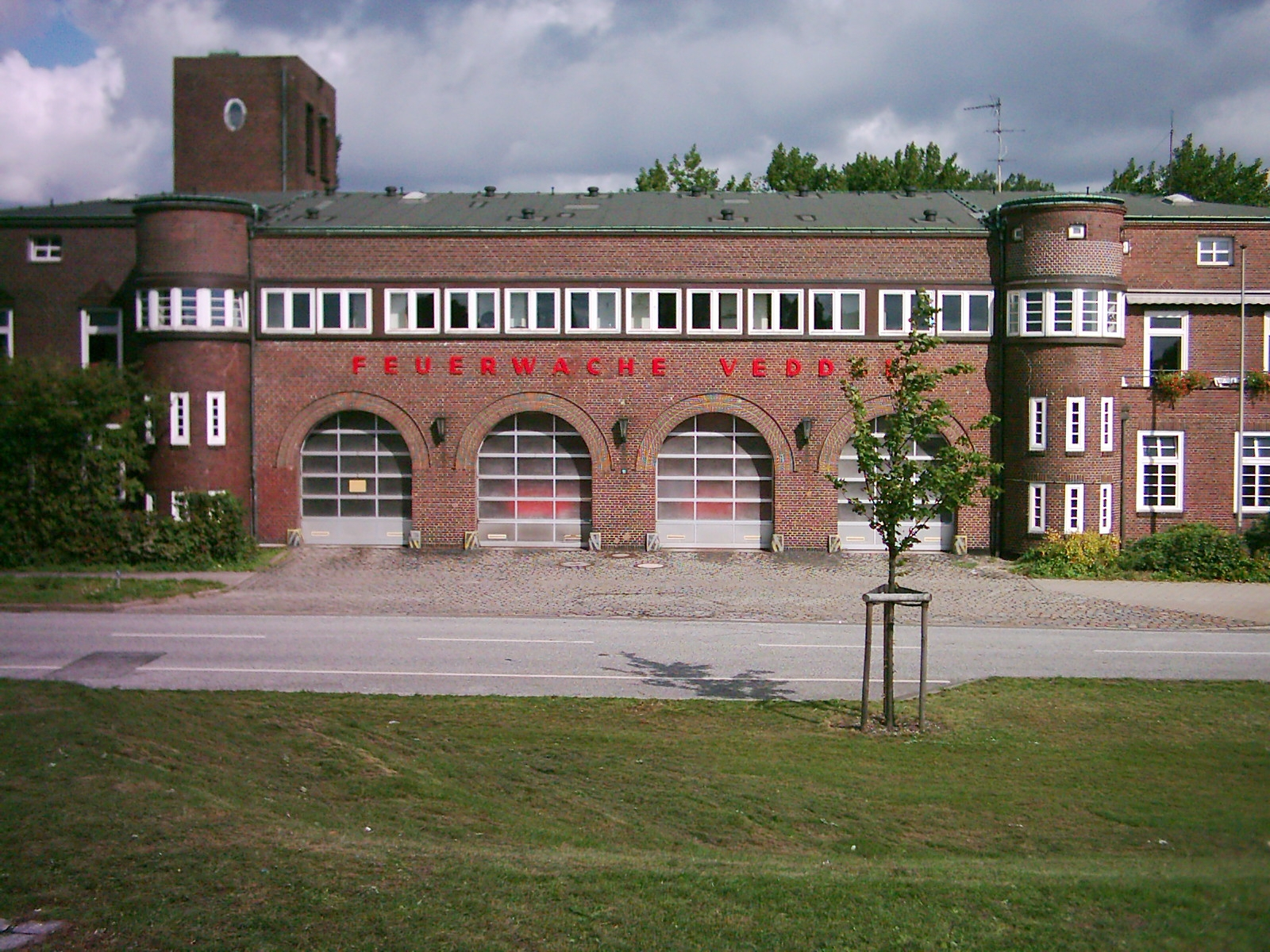
Quarter dels bombers
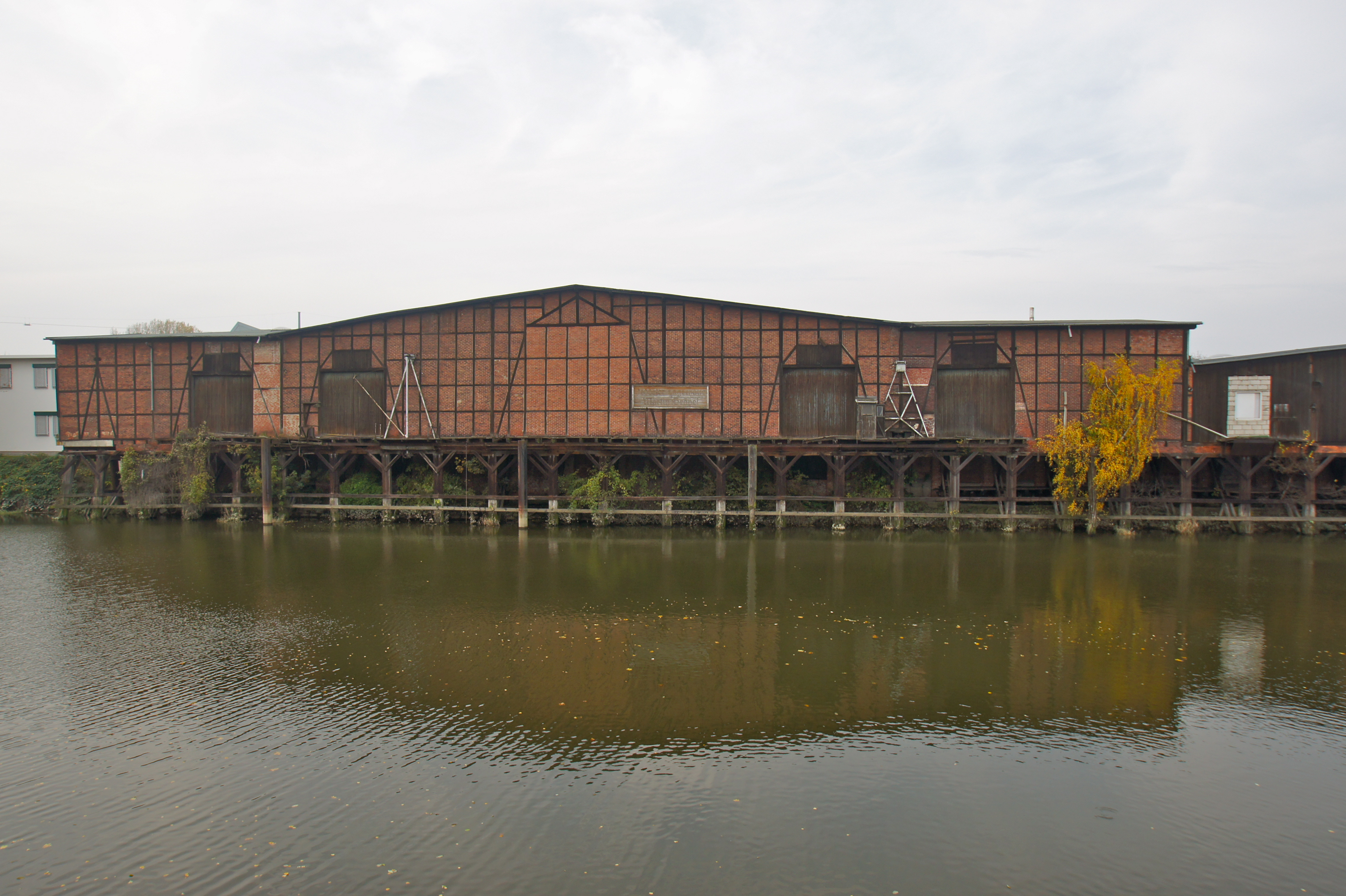
Magatzem Martin Graepel (±1910)
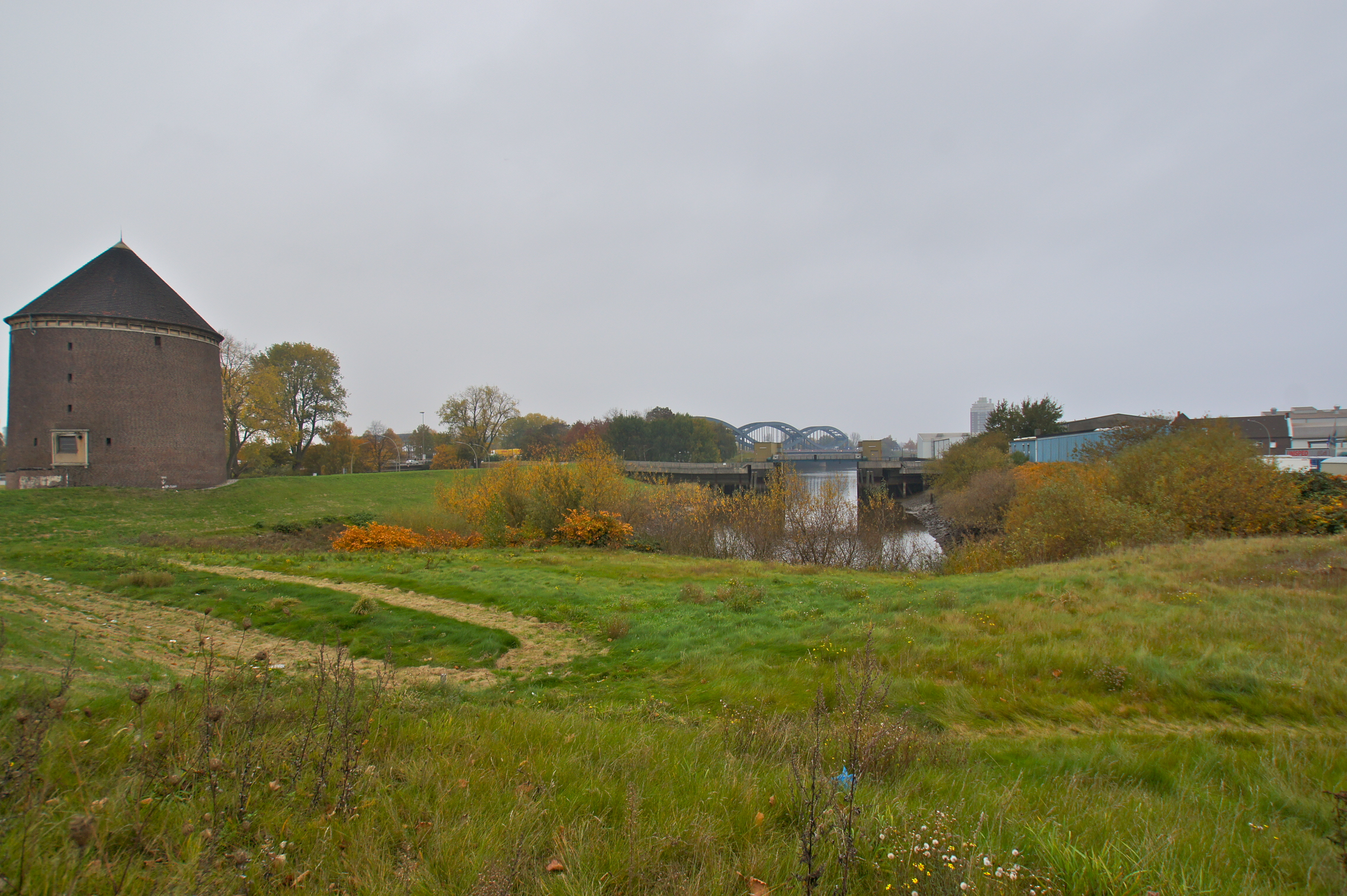
Búnquer Zombeck al marge del Marktkanal